# 30 Hudson Street
30 Hudson Street poznat i kao Goldman Sachs Tower je poslovna zgrada smještena u Jersey Cityju, prijestolnici američke savezne države New Jersey. Građena je od 2001. do 2004. godine te je visoka 238 metara. Svojom visinom je najviša zgrada u New Jerseyju, 54. najviša u SAD-u te 176. najviša u cijelome svijetu. Također, može se smatrati i najvišom američkom zgradom koja nije smještena u metropolitanskom području nekog velikog grada.
Glavni korisnik prostora je američka investicijska banka Goldman Sachs dok se u njoj osim poslovnih prostora nalaze i kafići, restoran Così, dvorana za fitness te klinika za fizikalnu terapiju. Svoje prostore ondje ima i holding tvrtka Provident Bank of New Jersey.
Zgrada ima pogled na rijeku Hudson i Lower Manhattan te je vidljiva iz njujorških četvrti Brooklyn, Manhattan i Staten Island. Tijekom vedrog dana zgradu se može vidjeti i iz udaljenijeg Atlantic Highlandsa.

## Povijest
Izvorno, neboder je trebao biti središnjica cijele Goldman Sachs banke a koji bi uključivao i centar za obuku, sveučilište te veliki hotelski kompleks. Međutim, mnoge kompanije (vezane uz trgovinu vrijednosnicama) smještene na Manhattanu odbijale su mogućnost preseljenja s Wall Streeta tako da su do početka 2008. postojali prazni prostori u 30 Hudson Streetu.
Za područje gradnje nove zgrade odabrana je tzv. Zlatna Obala, zapušteni industrijski dio New Jerseyja uz revitalizirani zemljišni pojas kraj zapadne obale rijeke Hudson. Ekonomski razvoj tijekom 2000-ih potaknuo je izgradnju velikih stambenih i poslovnih zgrada. Tako je u novu zgradu preseljeno oko 4.000 zaposlenika Goldman Sachsa a tamošnje poslovne prostore počele su koristiti i tvrtke koje se bave tehnologijama, poslovanjem, trgovinom nekretninama i sl. Budući da je Goldman Sachs glavni korisnik prostora, zgrada ima i alternativni naziv Goldman Sachs Tower. Kako ova investicijska banka ima istoimenu zgradu i u New Yorku, često se koriste zaposlenici iz oba grada tako da je organiziran njihov dolazak na posao njujorškim plovnim putevima preko privatnih trajekata.

## Gradnja
30 Hudson Street je građen od 2001. do 2004. godine a glavni izvođač radova bio je Turner Construction. Za dizajn zgrada bili su zaduženi Pelli Clarke Pelli te arhitektonski ured Adamson Associates Architects.
Zgrada ima certifikat LEED-NC Version 2.0 kojeg dodjeljuje američko vijeće za zelenu gradnju.

## Galerija slika
- Zgrada snimljena s rijeke Hudson.
- Zgrada snimljena iz Liberty State Parka.
- 30 Hudson Street noću.
- Pogled na neboder iz Lower Manhattan (prva zgrada lijevo).